# Elizabeth Hawkins-Whitshed
Pour les articles homonymes, voir Hawkins, Whitshed et Le Blond.
Elizabeth Hawkins-Whitshed, aussi connue comme Aubrey Le Blond, née le 26 juin 1860 à Dublin et morte le 27 juillet 1934, est une écrivaine, photographe et alpiniste irlandaise. 

## Biographie

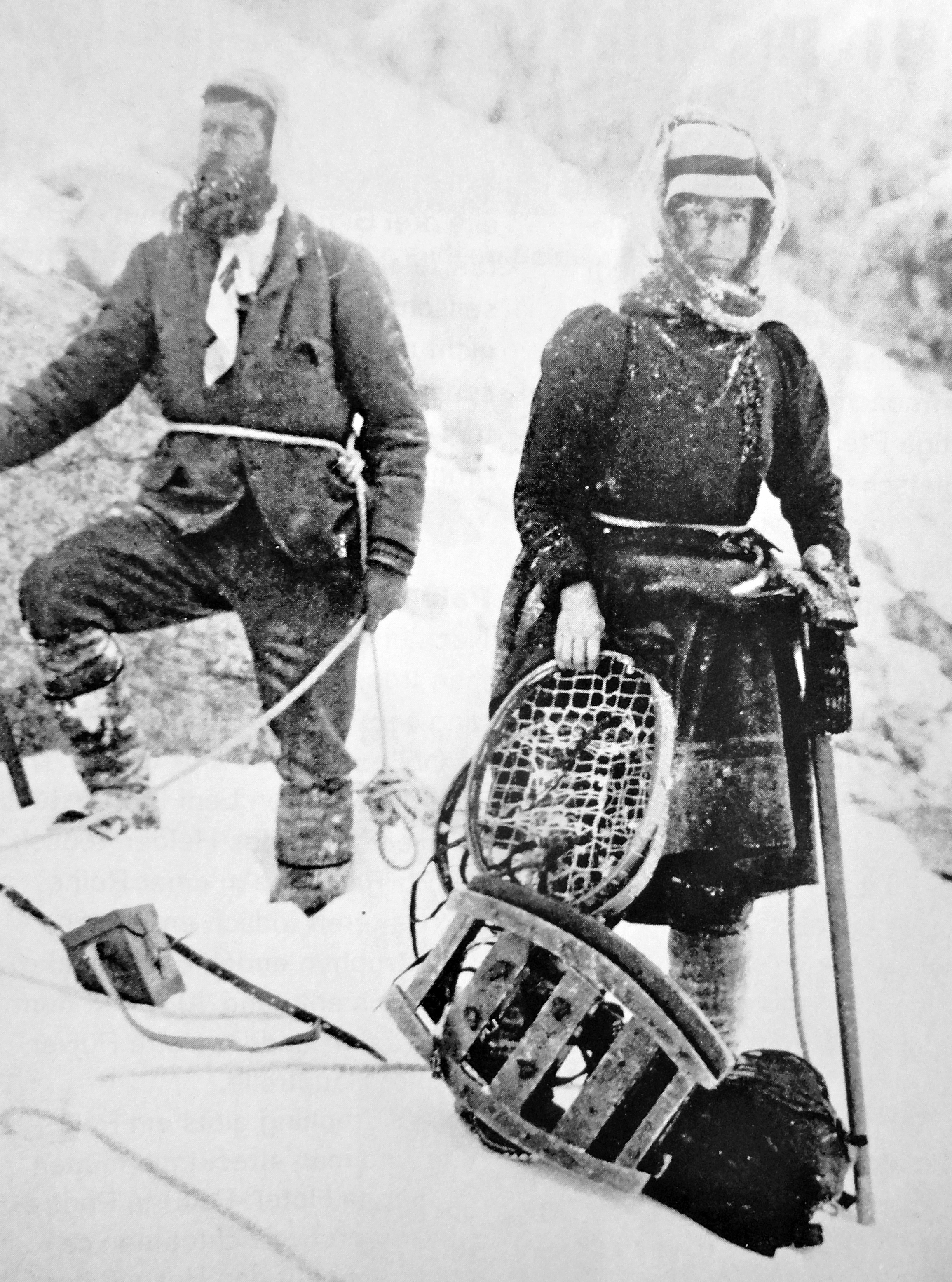

En 1907, Elizabeth Hawkins-Whitshed est la première présidente du Ladies' Alpine Club et a réalisé une vingtaine de premières en alpinisme. Elle a écrit sept livres sur l'alpinisme sous le nom de Mrs Aubrey Le Blond,  nom de son troisième mari.